# 21774 O'Brien
21774 O'Brien è un asteroide della fascia principale. Scoperto nel 1999, presenta un'orbita caratterizzata da un semiasse maggiore pari a 2,3389403 UA e da un'eccentricità di 0,0845747, inclinata di 6,65461° rispetto all'eclittica.